# Bahnstrecke Réding–Metz-Ville
| Karte der Strecke |                            | | |
| Streckennummer (SNCF): | 140 000; 28, 29, 30 (1962) | | |
| Streckenlänge: | 87,5 km                    | | |
| Spurweite: | 1435 mm (Normalspur)       | | |
| Stromsystem: | 25 kV – 50 Hz ~            | | |
| Maximale Neigung: | 5 ‰                        | | |
| Zweigleisigkeit: | ja                         | | |
| |                            | | |
| \| \| \| Bahnstrecke Metz–Luxemburg von Luxembourg \| \| \| \| 154,3 \| Metz-Ville (Metz Hbf) \| Metz-Ville (Metz Hbf) \| \| \| \| Bahnstrecke Lérouville–Metz nach Lérouville \| \| \| \| \| Bahnstrecke Metz–Château-Salins nach Château-Salins \| \| \| \| 151,6 \| Umfahrung Metz \| Umfahrung Metz \| \| \| 151,4 \| Seille; 118 m \| Seille; 118 m \| \| \| \| (N 431) \| \| \| \| 147,9 \| Peltre (Pelters) \| Peltre (Pelters) \| \| \| 140,9 \| Courcelles-sur-Nied \| Courcelles-sur-Nied \| \| \| \| Bahnstrecke Courcelles–Téterchen nach Falck-Hargarten \| \| \| \| 137,8 \| Sanry-sur-Nied (Senn) \| Sanry-sur-Nied (Senn) \| \| \| 132,1 \| Rémilly (Remelach) \| Rémilly (Remelach) \| \| \| 131 \| Forbacher Bahn nach Saarbrücken \| Forbacher Bahn nach Saarbrücken \| \| \| 126,2 \| LGV Est européenne (Saarbrücken–Paris) \| LGV Est européenne (Saarbrücken–Paris) \| \| \| 125,5 \| Nied \| Nied \| \| \| 125,4 \| Abzw. Baudrecourt von LGV Est européene \| Abzw. Baudrecourt von LGV Est européene \| \| \| \| Feldbahn Baldershofen–Herlingen \| \| \| \| 124,4 \| Baudrecourt (Baldershofen) \| Baudrecourt (Baldershofen) \| \| \| \| zur LGV Est européenne \| \| \| \| 121,2 \| Lesse (Lesch) \| Lesse (Lesch) \| \| \| 117,7 \| Brulange (Brülingen) \| Brulange (Brülingen) \| \| \| 113 \| Landroff (Landorf) \| Landroff (Landorf) \| \| \| \| Straßenbahn Mörchingen \| \| \| \| 109,1 \| Morhange (Mörchingen) \| Morhange (Mörchingen) \| \| \| 105,1 \| Rodalbe-Bermering (Rodalben-Bermeringen) \| Rodalbe-Bermering (Rodalben-Bermeringen) \| \| \| \| \| \| \| \| \| Bahnstrecke Nouvel-Avricourt–Bénestroff v. Igney-Avricourt u. Bahnstrecke Champigneulles–Sarralbe v. Champigneulles \| \| \| \| \| \| \| \| \| 101,4 \| Bénestroff (Bensdorf) \| Bénestroff (Bensdorf) \| \| \| 100,6 \| Bahnstrecke Champigneulles–Sarralbe nach Sarrealbe \| Bahnstrecke Champigneulles–Sarralbe nach Sarrealbe \| \| \| 97,5 \| Nébing (Nebingen) \| Nébing (Nebingen) \| \| \| 90,0 \| Loudrefing (Lauterfingen) \| Loudrefing (Lauterfingen) \| \| \| 87,5 \| Mittersheim (Mittersheim) \| Mittersheim (Mittersheim) \| \| \| 86 \| Saarkanal \| Saarkanal \| \| \| 78,2 \| Saar \| Saar \| \| \| \| Bahnstrecke Berthelming–Sarreguemines v. Sarreguemines \| \| \| \| 78,1 \| Berthelming (Berthelmingen; Keilbahnhof) \| Berthelming (Berthelmingen; Keilbahnhof) \| \| \| 73,4 \| Oberstinzel (Oberstinzel) \| Oberstinzel (Oberstinzel) \| \| \| 70,1 \| Sarraltroff (Saaraltdorf) \| Sarraltroff (Saaraltdorf) \| \| \| \| LGV Est européenne \| \| \| \| \| Bahnstrecke Paris–Strasbourg nach/von Paris-Est \| \| \| \| 66,9 \| Réding (Rieding) \| Réding (Rieding) \| \| \| \| Bahnstrecke Paris–Strasbourg nach Strasbourg \| \| |                            | | |
| Strecke |                            | Bahnstrecke Metz–Luxemburg von Luxembourg                                                                           | Bahnstrecke Metz–Luxemburg von Luxembourg                                                                           |
| Bahnhof | 154,3                      | Metz-Ville (Metz Hbf)                                                                                               | Metz-Ville (Metz Hbf)                                                                                               |
| Abzweig geradeaus, nach rechts und von rechts |                            | Bahnstrecke Lérouville–Metz nach Lérouville                                                                         | Bahnstrecke Lérouville–Metz nach Lérouville                                                                         |
| Abzweig geradeaus und ehemals nach rechts |                            | Bahnstrecke Metz–Château-Salins nach Château-Salins                                                                 | Bahnstrecke Metz–Château-Salins nach Château-Salins                                                                 |
| Abzweig geradeaus und nach links | 151,6                      | Umfahrung Metz | Umfahrung Metz |
| Brücke über Wasserlauf | 151,4                      | Seille; 118 m | Seille; 118 m |
| Brücke |                            | (N 431) | (N 431) |
| Haltepunkt / Haltestelle | 147,9                      | Peltre (Pelters) | Peltre (Pelters) |
| Haltepunkt / Haltestelle | 140,9                      | Courcelles-sur-Nied                                                                                                 | Courcelles-sur-Nied                                                                                                 |
| Abzweig geradeaus und ehemals nach links |                            | Bahnstrecke Courcelles–Téterchen nach Falck-Hargarten                                                               | Bahnstrecke Courcelles–Téterchen nach Falck-Hargarten                                                               |
| Haltepunkt / Haltestelle | 137,8                      | Sanry-sur-Nied (Senn)                                                                                               | Sanry-sur-Nied (Senn)                                                                                               |
| Bahnhof | 132,1                      | Rémilly (Remelach)                                                                                                  | Rémilly (Remelach)                                                                                                  |
| Abzweig geradeaus und nach links | 131                        | Forbacher Bahn nach Saarbrücken                                                                                     | Forbacher Bahn nach Saarbrücken                                                                                     |
| Kreuzung geradeaus unten | 126,2                      | LGV Est européenne (Saarbrücken–Paris)                                                                              | LGV Est européenne (Saarbrücken–Paris)                                                                              |
| Brücke über Wasserlauf | 125,5                      | Nied | Nied |
| Abzweig geradeaus und von rechts | 125,4                      | Abzw. Baudrecourt von LGV Est européene                                                                             | Abzw. Baudrecourt von LGV Est européene                                                                             |
| Kreuzung mit U-Bahn geradeaus unten (Querstrecke außer Betrieb) |                            | Feldbahn Baldershofen–Herlingen                                                                                     | Feldbahn Baldershofen–Herlingen                                                                                     |
| ehemaliger Bahnhof | 124,4                      | Baudrecourt (Baldershofen)                                                                                          | Baudrecourt (Baldershofen)                                                                                          |
| Abzweig geradeaus und nach rechts |                            | zur LGV Est européenne                                                                                              | zur LGV Est européenne                                                                                              |
| ehemaliger Haltepunkt / Haltestelle | 121,2                      | Lesse (Lesch) | Lesse (Lesch) |
| ehemaliger Haltepunkt / Haltestelle | 117,7                      | Brulange (Brülingen)                                                                                                | Brulange (Brülingen)                                                                                                |
| ehemaliger Bahnhof | 113                        | Landroff (Landorf)                                                                                                  | Landroff (Landorf)                                                                                                  |
| U-Bahn-Strecke von rechts (außer Betrieb) · Strecke |                            | Straßenbahn Mörchingen                                                                                              | Straßenbahn Mörchingen                                                                                              |
| U-Bahn-Kopfbahnhof Streckenende · Bahnhof | 109,1                      | Morhange (Mörchingen)                                                                                               | Morhange (Mörchingen)                                                                                               |
| ehemaliger Haltepunkt / Haltestelle | 105,1                      | Rodalbe-Bermering (Rodalben-Bermeringen)                                                                            | Rodalbe-Bermering (Rodalben-Bermeringen)                                                                            |
| |                            | | |
| Abzweig geradeaus und ehemals von rechts |                            | Bahnstrecke Nouvel-Avricourt–Bénestroff v. Igney-Avricourt u. Bahnstrecke Champigneulles–Sarralbe v. Champigneulles | Bahnstrecke Nouvel-Avricourt–Bénestroff v. Igney-Avricourt u. Bahnstrecke Champigneulles–Sarralbe v. Champigneulles |
| |                            | | |
| Bahnhof | 101,4                      | Bénestroff (Bensdorf)                                                                                               | Bénestroff (Bensdorf)                                                                                               |
| Abzweig geradeaus und ehemals nach links | 100,6                      | Bahnstrecke Champigneulles–Sarralbe nach Sarrealbe                                                                  | Bahnstrecke Champigneulles–Sarralbe nach Sarrealbe                                                                  |
| ehemaliger Haltepunkt / Haltestelle | 97,5                       | Nébing (Nebingen)                                                                                                   | Nébing (Nebingen)                                                                                                   |
| ehemaliger Bahnhof | 90,0                       | Loudrefing (Lauterfingen)                                                                                           | Loudrefing (Lauterfingen)                                                                                           |
| ehemaliger Haltepunkt / Haltestelle | 87,5                       | Mittersheim (Mittersheim)                                                                                           | Mittersheim (Mittersheim)                                                                                           |
| Brücke über Wasserlauf | 86                         | Saarkanal | Saarkanal |
| Brücke über Wasserlauf | 78,2                       | Saar | Saar |
| Abzweig geradeaus und ehemals von links |                            | Bahnstrecke Berthelming–Sarreguemines v. Sarreguemines                                                              | Bahnstrecke Berthelming–Sarreguemines v. Sarreguemines                                                              |
| Bahnhof | 78,1                       | Berthelming (Berthelmingen; Keilbahnhof)                                                                            | Berthelming (Berthelmingen; Keilbahnhof)                                                                            |
| ehemaliger Haltepunkt / Haltestelle | 73,4                       | Oberstinzel (Oberstinzel)                                                                                           | Oberstinzel (Oberstinzel)                                                                                           |
| ehemaliger Haltepunkt / Haltestelle | 70,1                       | Sarraltroff (Saaraltdorf)                                                                                           | Sarraltroff (Saaraltdorf)                                                                                           |
| Kreuzung geradeaus unten |                            | LGV Est européenne                                                                                                  | LGV Est européenne                                                                                                  |
| Abzweig geradeaus, nach rechts und von rechts |                            | Bahnstrecke Paris–Strasbourg nach/von Paris-Est                                                                     | Bahnstrecke Paris–Strasbourg nach/von Paris-Est                                                                     |
| Bahnhof | 66,9                       | Réding (Rieding) | Réding (Rieding) |
| Strecke |                            | Bahnstrecke Paris–Strasbourg nach Strasbourg                                                                        | Bahnstrecke Paris–Strasbourg nach Strasbourg                                                                        |

Die Bahnstrecke Réding–Metz-Ville ist eine zweigleisige elektrifizierte Eisenbahnstrecke in Lothringen im Département Moselle. Die Strecke wird vom TER Lorraine bedient und mit der Liniennummer 21 geführt.

## Geschichte
Die Strecke besteht historisch aus zwei Abschnitten: Das Teilstück zwischen Metz und Rémilly wurde 1851 im Zuge der Eisenbahnverbindung Metz–Saarbrücken eröffnet, der Abschnitt zwischen Rémilly und Riedingen, einem Bahnhof an der Bahnstrecke Paris–Strasbourg, entstand als militärstrategische Bahn unter deutscher Herrschaft, um eine direkte Verbindung von Straßburg nach Metz zu schaffen. Sie wurde am 15. Oktober 1877 von den Reichseisenbahnen in Elsaß-Lothringen (EL) eröffnet und wie die Forbacher Bahn und die Strecke Paris–Strasbourg zweigleisig gebaut.
Die Bausumme betrug 8,5 Mio. Mark.
1919 ging die Strecke von der EL an die Administration des chemins de fer d’Alsace et de Lorraine (AL) über, 1938 an die SNCF.
1956 wurde die Strecke auf gesamter Länge elektrifiziert.

## Infrastruktur
Bahnhof Réding (Riedingen)
Mit dem Anschluss der Strecke Réding–Metz-Ville an die Verbindung Paris–Straßburg 1877 im Bahnhof Riedingen erlangte dieser Durchgangsbahnhof erhebliche Bedeutung. Mit Eröffnung der neuen Strecke nahm in Riedingen auch ein Bahnbetriebswerk (BW) die Arbeit auf. Zentrales Bauwerk war ein Ringlokschuppen mit 13 Gleisen und eine 16 m-Drehscheibe.
Anlässlich des Baus der Maginot-Linie nahm der Verkehr stark zu und die AL entschloss sich 1923 zum Bau eines neuen BW, der 1924 begann. Dazu gehörte auch ein Ringlokschuppen mit acht Gleisen und einer 24 m-Drehscheibe. 1928 wurde die Dienststelle dem benachbarten BW Sarrebourg unterstellt und, um den Austausch von Lokomotiven zwischen beiden Betriebsstätten zu erleichtern, zwischen beiden Betriebswerken 1928/29, parallel zur Strecke Paris–Strasbourg, ein drittes Gleis verlegt.
Im Zweiten Weltkrieg wurden drei Luftangriffe auf das BW Réding geflogen, wobei etwa 20 % der Anlage und 45 Lokomotiven beschädigt wurden.
Nach der Elektrifizierung beider vom Bahnhof und BW Réding bedienten Strecken 1956 war das BW nicht mehr erforderlich. Bis Ende der 1950er Jahre wurden hier noch Wagen repariert, dann wurde es aufgegeben. Alle baulichen Anlagen – außer dem Wasserturm – wurden in den 1980er Jahren beseitigt.

## Betrieb
Wochentags verkehren über die Strecke neun Züge, von denen jedoch nicht alle in Rémilly halten. An Wochenenden sind es nur fünf bis sechs Züge. Darüber hinaus benutzen auch die Züge der Linie Metz–Forbach–Saarbrücken zwischen Metz und Rémilly die Strecke.